# Suspension hydropneumatique
 (mai 2013).
Si vous disposez d'ouvrages ou d'articles de référence ou si vous connaissez des sites web de qualité traitant du thème abordé ici, merci de compléter l'article en donnant les références utiles à sa vérifiabilité et en les liant à la section « Notes et références ».
La suspension hydropneumatique Citroën est un type de suspension automobile, que l’on peut aussi appeler oléopneumatique, équipant les véhicules de moyenne gamme (comme la GS) à haut de gamme (comme la C6) du constructeur. Elle équipe des véhicules Citroën de 1954 à 2017. 
Plus de 9 millions de véhicules l'employant ont été produits à ce jour. Elle équipe également certains véhicules de la marque Mercedes comme la 450 SEL 6.9. On la retrouve de façon marginale sur l'essieu arrière de certaines Rolls-Royce comme la Silver Shadow et la Silver Spirit ainsi que sur celui des Peugeot 405 « x4 » (GR x4, SR x4, Mi16 x4 et T16) dont le train arrière est dérivé des BX 4x4. Des systèmes semblables sont également employés sur quelques véhicules militaires comme le char Leclerc ou sur des camions tout-terrain à haute mobilité Man et Mercedes. 
Comme toute suspension, son rôle est de filtrer les irrégularités de la route pour ne pas les transmettre à la caisse du véhicule et d'amortir les mouvements associés par simple laminage du liquide entrant et sortant des sphères. L’utilisation de la haute pression hydraulique permet d'assurer une hauteur constante au-dessus du sol quel que soit le chargement.
Ce système utilise une pompe haute pression entraînée par le moteur, et depuis les C5 par un moteur électrique, couplée à un accumulateur qui assure la distribution du liquide hydraulique (différent au cours du temps : LHS, LHS2, LHM et enfin LDS depuis les C5) sous haute pression pour les différents usages. Cette pression permet, suivant les véhicules et les époques, l'assistance de la direction, du freinage, de la commande de l'embrayage et de boîte de vitesses. Plusieurs améliorations à ce système ont été apportées au cours du temps, comme l'Hydractive ou encore le SC-CAR.

## Histoire
En 1925, George Messier invente la suspension oléopneumatique et l'installe sur sa voiture « sans ressort ». 150 voitures furent vendues. Messier l'utilisa aussi pour les trains d'atterrissage des avions.
La suspension hydropneumatique, dérivée de l’oléopneumatique, fut inventée par Paul Magès du bureau d'études Citroën au lendemain de la Seconde Guerre mondiale.
1954 Traction 15-Six H

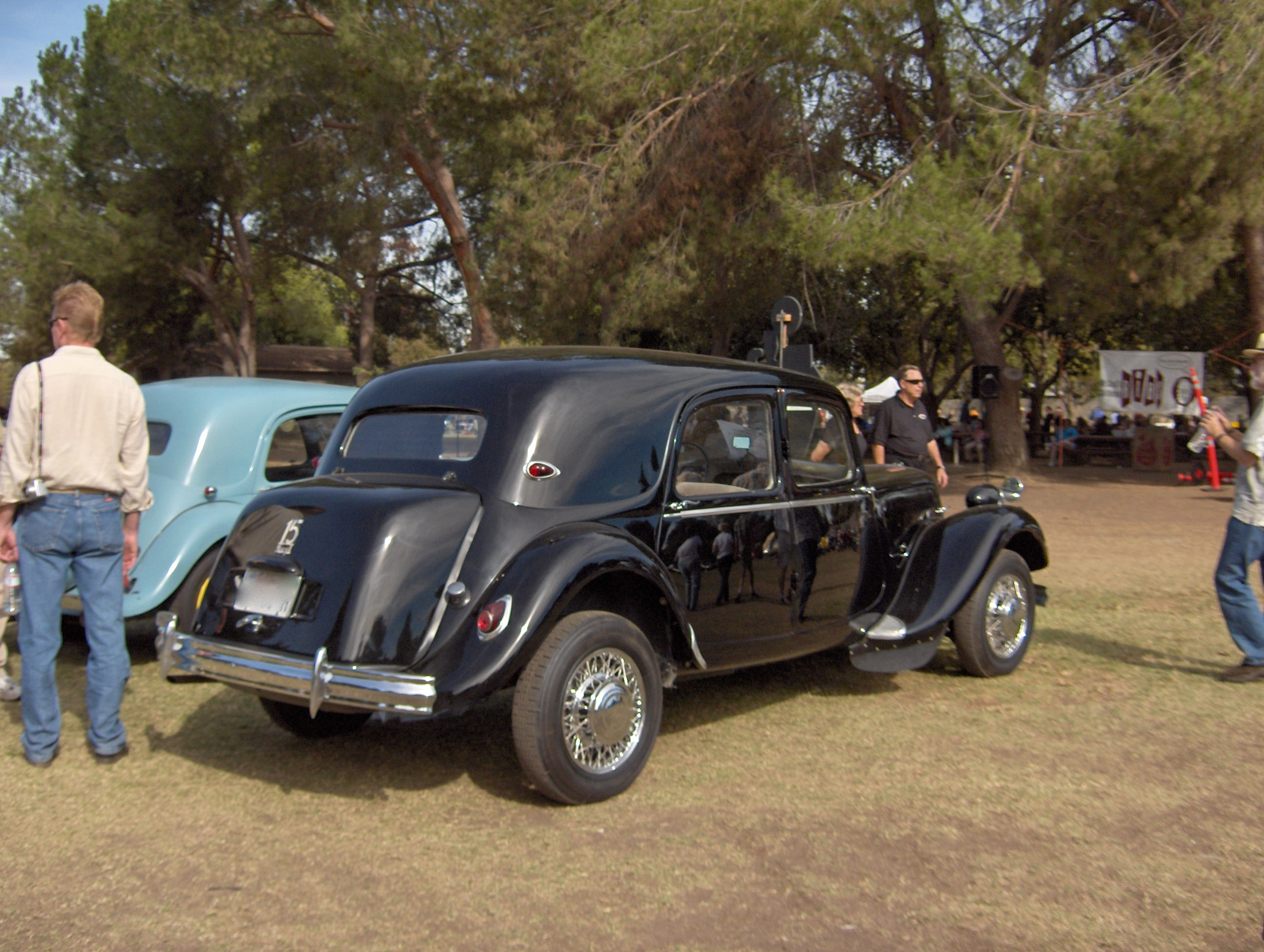
Traction 15-Six H (1954).

On retiendra que le premier véhicule équipé de cette suspension hydropneumatique fut la Traction 15-Six H en mai 1954. Seul l'essieu arrière en est équipé. Cette Traction n'était destinée qu'au test de la production d'un tel système en grande série.
Paul Magès envisageait même son utilisation sur la 2 CV.
Le premier véhicule de grande série équipée d'une suspension hydropneumatique dès sa conception sera la Citroën DS 19 présentée au salon de Paris 1955.
1955 DS 19
C'est donc au Salon de l'Auto d'octobre 1955 à Paris que fut dévoilée la « bombe ». Elle offrait une tenue de route et un confort fantastiques et inconnus jusque-là, le tout à une hauteur constante au-dessus du sol quels que soient le chargement. L'utilisation de la haute pression permit aux ingénieurs de développer :
- une direction assistée
- un freinage asservi hydrauliquement («assisté» commercialement parlant) qualifié de surpuissant (la DS 19 est aussi la première voiture à être équipée d'un circuit de freinage indépendant pour les roues avant et les roues arrière) incluant un distributeur variable de la pression de freinage asservi à la pression régnant dans la suspension arrière et donc de la charge du train arrière, empêchant les roues arrière de se bloquer avant les roues avant, gage de sécurité. La pression envoyée pour commander les étriers n’est pas créé par un piston enfoncé par le conducteur comme dans le cas d’un maître-cylindre classique, c’est la haute pression disponible qui est dosée en fonction de la force appliquée par le pied sur le dispositif de commande, la course est donc particulièrement faible.
- une commande de l'embrayage automatique et une sélection des vitesses à commande hydraulique, procurant ainsi une commande semi-automatique de la boîte de vitesses.

1957 ID 19
L'ID 19 est une DS 19 simplifiée. Elle possède un système hydraulique dépouillé : seule la suspension reste hydraulique, la commande de freinage revient à un système traditionnel jusqu'en 1961, date à laquelle l'assistance haute pression finit par l'équiper. La direction ainsi que la commande de boîte de vitesses sont classiques (apparaît donc une troisième pédale pour la commande de l'embrayage). Le liquide employé est le LHS rouge de première génération.
1965 LHS2
Changement de fluide sur tous les véhicules DS et ID : passage au LHS2 incolore moins corrosif que la première version, c'est un liquide synthétique d'origine végétale.
septembre 1966 LHM
Nouveau changement de fluide : adoption du LHM (Liquide Hydraulique Minéral) de couleur verte. Apparu fin 1965 sur les camions Type N et P surnommés Belphegor reprenant un freinage haute pression dérivé de la DS, Il concernera tous les véhicules à suspension hydropneumatique Citroën jusqu'à l'apparition de la C5 en 2000 ainsi que les 2cv et dérivées si équipées de freins à disques à l’avant.

Mercedes-Benz présente la 300 SEL 6.3 avec une suspension active pneumatique conçue pour échapper aux brevets de Citroën.
1969 Citroën M35
Véhicule prototype, servant de banc d’essai public au moteur à piston rotatif, réalisé sur plateforme dérivée des type A et équipée d'une suspension hydropneumatique.
1970 Citroën GS
Naissance du premier véhicule de gamme moyenne à être équipé de cette suspension et du freinage haute pression issu de l'ID.
1970 Citroën SM
La SM est équipée de la suspension et du freinage issus de la DS, dont elle dérive, cette fois avec 4 freins à disques et une nouvelle direction dite à rappel asservi (DIRAVI).
1975 Citroën CX
La CX succède à la DS et reprend la suspension hydropneumatique ainsi que le freinage haute pression. La DIRAVI est disponible dès 1975 et l'équipera en série à partir de 1982.

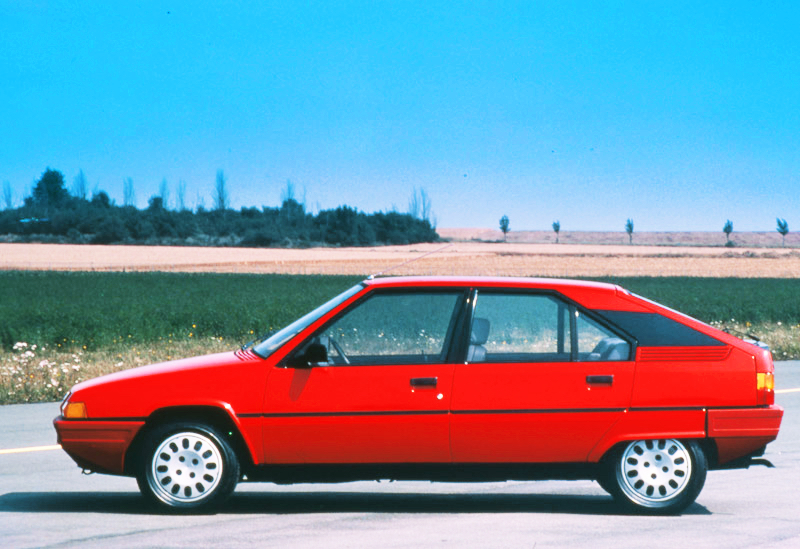
BX série 1.

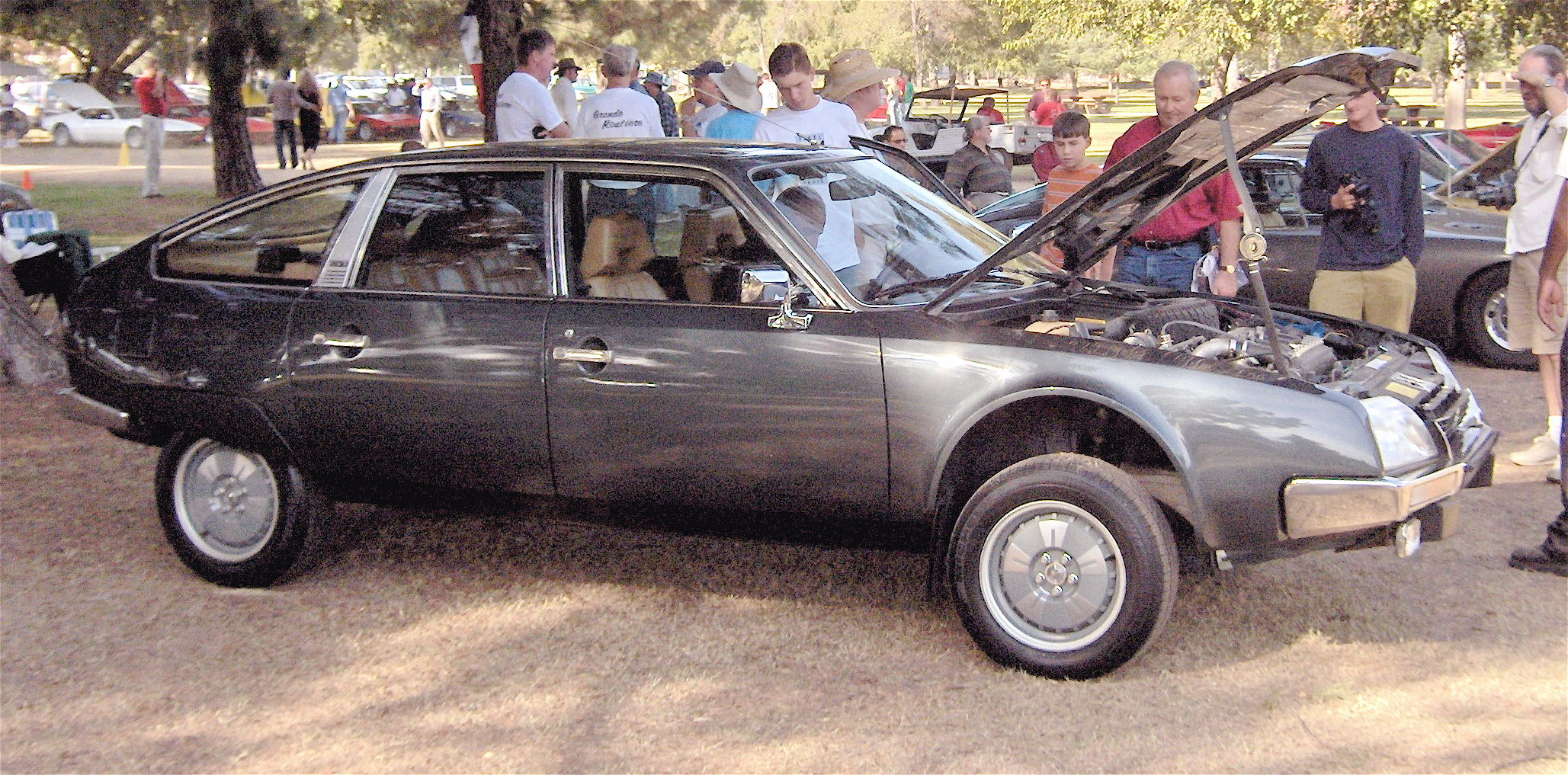
CX en position haute.
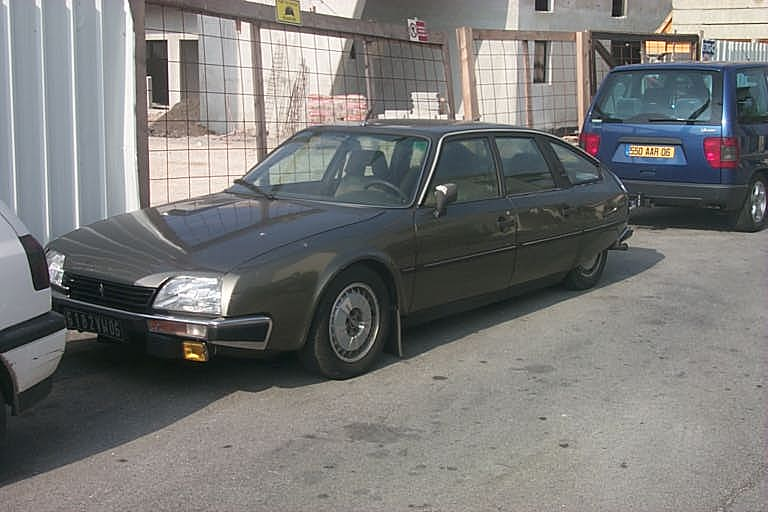
CX en position basse.

1982 BX
Remplacement de la GSA (produite jusqu'en 1986) par la BX : elle reprend dans les grandes lignes l'équipement hydraulique de la GS et dispose, pour certains modèles, d'une direction à assistance hydraulique classique mais qui reste associée au système haute pression maison.
Le train avant passe à une architecture plus classique, du type Pseudo MacPherson.
1989 XM

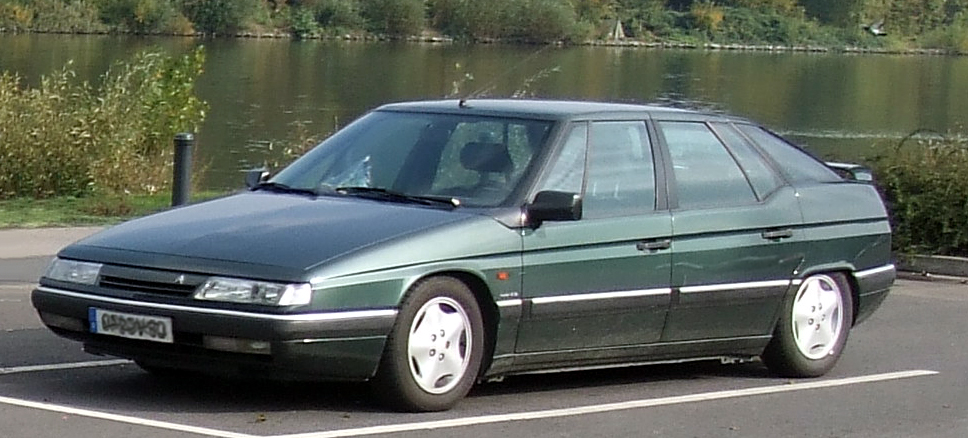
XM phase 1.

Naissance de la XM, descendante de la CX. Elle propose, sur son haut de gamme, une nouvelle version de la suspension hydropneumatique nommée Hydractive. L'utilisation d'une troisième sphère par essieu couplée à l'électronique lui permet 2 modes de fonctionnement : souple ou ferme. Le passage en mode ferme est automatique en fonction de la vitesse, du braquage, de l'amplitude des suspensions (état de la route) et du freinage à partir d'une certaine intensité. Ce système permet aussi un meilleur contrôle de la prise de roulis. D'une pression sur le « bouton sport » par le conducteur, le mode ferme est permanent.
En 1993, elle bénéficiera de l'évolution Hydractive 2. L'appui sur le bouton sport ne force plus le mode ferme mais modifie simplement les seuils de passage entre les modes souple ou ferme.
1989 Peugeot 405 GRx4, SRx4 et Mi16x4 puis T16 (1992)
Première et seule Peugeot équipée de la suspension hydropneumatique sur l'essieu arrière, celui-ci étant dérivé de la BX 4x4. Une pompe électrique haute pression au LHM est installée à cet effet dans le coffre. Une seule sphère assure la fonction de la suspension.

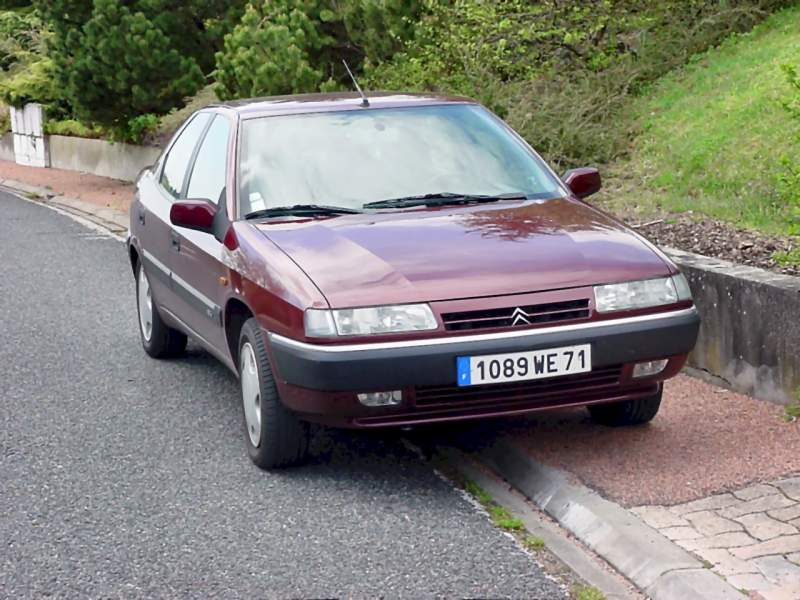
Xantia (phase 1).

1993 Xantia
Elle remplace la BX et inaugure sur ses modèles haut de gamme la nouvelle version de l'Hydractive : l'Hydractive II. Les autres Xantia étant équipées d'une suspension hydropneumatique similaire à la BX. Le train arrière est équipé de cales de fixation élastiques à effet autodirectionnel (dérivé des ZX).
1994 Xantia
La Xantia inaugure le SC-MAC (Système Citroën de Maintien d'Assiette Constante). Par un système de clapet se verrouillant en cas de baisse de pression dans le circuit d'alimentation, il supprime le phénomène d'affaissement caractéristique des voitures à suspension hydropneumatique lors d'un arrêt prolongé causé par les fuites internes naturelles. La XM en sera aussi équipée.
1995 Xantia Activa
C'est le premier véhicule au monde à virer complètement à plat grâce à l'adoption du SC-CAR (Système Citroën de Contrôle Actif du Roulis) couplé à la suspension Hydractive II. Il constitue l'aboutissement de 40 années de recherches lancées par Paul Magès sur l'anti-roulis. Au jour de la rédaction de cet article, ce système anti-roulis actif n'est repris sur aucun autre modèle de la marque.
XM et Xantia ont pu recevoir une nouvelle génération de sphères sur les vérins de suspension et régulateurs hydractive. Leur membrane est multicouche, d'une durée de vie bien supérieure aux sphères classique monocouche, elles préfigurent les soucoupes de la C5.
2000 Citroën C5
Elle remplace la Xantia, et la XM en attendant l'avènement de la Citroën C6.  Selon les versions, la C5 est équipée d’une nouvelle génération de cette suspension : l'Hydractive III ou III+. Tout est nouveau  : abandon du liquide minéral vert LHM au profit d'un liquide synthétique LDS (Liquide de Direction et Suspension), la pompe hydraulique entraînée par le moteur n’est plus dédiée qu’à une direction assistée classique, celle-ci ne partage plus que le liquide avec la partie suspension, qui de son côté, est mise en action au moyen d'un ensemble compact pompe électrique-accumulateur (le BHI, bloc hydro-électronique intégré).  Abandon du freinage haute pression Citroën pour cause de législation européenne obligeant le circuit de freinage à être complètement dissocié du reste, ce qui impose le montage d’un système de freinage classique, à maître-cylindre et assistance par dépression.  Les sphères prennent la forme de soucoupes pour un meilleur travail de la membrane et deviennent grises tout en utilisant une nouvelle membrane en nylon dite multicouche (source Citroën), abandon des correcteurs de hauteur mécaniques, cette dernière fonction devenant électronique, gérée par le BHI, et permettant au véhicule de s'abaisser de 10 mm au-dessus de 110 km/h et de reprendre sa position normale en dessous de 90 km/h. Sur terrain très défoncé et à faible vitesse, la hauteur du véhicule est automatiquement augmentée de 20 mm.  Une commande manuelle de hauteur reste disponible au moyen de 2 boutons (emploi exceptionnel, dépannage ou opération d’entretien). À partir d’une certaine vitesse, le maintien ou le retour à la position route est automatiquement forcé.  La C5 n'est pas dotée de l’antiroulis actif des xantia activa, le SC-CAR.
L'Hydractive III est ni plus ni moins qu'une suspension hydropneumatique classique, en fait sans hydractive, limitée à un seul niveau de flexibilité et d'amortissement procuré par les sphères montées sur les vérins de suspension. La gestion électronique du BHI apporte, chez Citroën, la nouveauté d’un contrôle de hauteur du véhicule variable en fonction de la vitesse, expérimenté sur des concepts-car dès les années 80 (notamment eco2000, Eole et activa)
L'Hydractive III+ permet de retrouver la flexibilité de la suspension hydropneumatique Hydractive II connue sur les XM et Xantia concernées avec, toujours, le contrôle de hauteur de châssis automatique en fonction de la vitesse et de l’état de la route. Les véhicules équipés sont notamment reconnaissables à la présence d’un bouton « sport » modifiant les lois de passage entre les 2 états souple ou ferme.

2006 Citroën C6
Les C6 sont équipés d'une suspension Hydractive directement issue de la Citroën C5 mais présentant quelques changements : l’AMVAR (amortissement variable) offre à chaque vérin de suspension un amortissement piloté à 16 états, permettant jusqu'à 400 changements d'état par seconde, indépendamment pour chaque roue et tenant compte de l'évolution générale de la voiture sur la route ; une quatrième sphère équipe les essieux avant et arrière permettant une plus grande flexibilité en mode souple.
2008 Citroën C5 II
La nouvelle génération de C5 abandonne la suspension hydropneumatique de série sur ses versions d'entrée de gamme. Celle-ci est réservée aux versions haut de gamme (en hydractive III+) mais reste disponible en option sur les versions intermédiaires.
2015 Abandon
Citroën annonce l'abandon complet de la suspension hydropneumatique, principalement en raison du coût et de l'encombrement. Pourtant, 2 ans plus tard, Mercedes et Audi utilisent leur technologie !

## Fonctionnement
L'élément de suspension combine les fonctions de suspension et d'amortissement. Le vérin est composé d'un cylindre dans lequel coulisse un piston, sur lequel s'appuie l'essieu. Rempli d'une huile haute pression incompressible, le cylindre est coiffé d'une sphère compartimentée par une membrane en élastomère. Au-dessus de la membrane, la partie supérieure de la sphère est remplie d'azote (gaz neutre). La partie inférieure est remplie d'huile lors de la montée en pression des suspensions et communique avec le cylindre par une pastille sertie constituant l'amortisseur proprement dit. Il permet le passage de l'huile par un orifice de diamètre réduit et par des clapets, freinant la circulation entre le vérin et la sphère.
- Au démarrage du véhicule, la pompe met sous pression l'huile dans le circuit principal qui sera distribuée, si besoin de rectifier la hauteur, aux vérins de suspension. L'huile appuie sur la membrane élastomère et comprime le gaz dans la sphère jusqu'à une position d'équilibre en rapport avec le tarage initial de l'azote et la masse sur le train concerné.

- En circulation : lorsque la roue rencontre une bosse, elle appuie sur le piston qui va comprimer l'azote derrière la membrane grâce à l'huile.

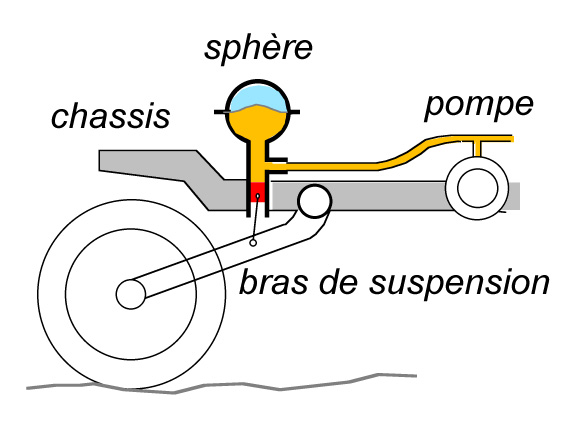
Schéma de principe du rôle de la sphère.

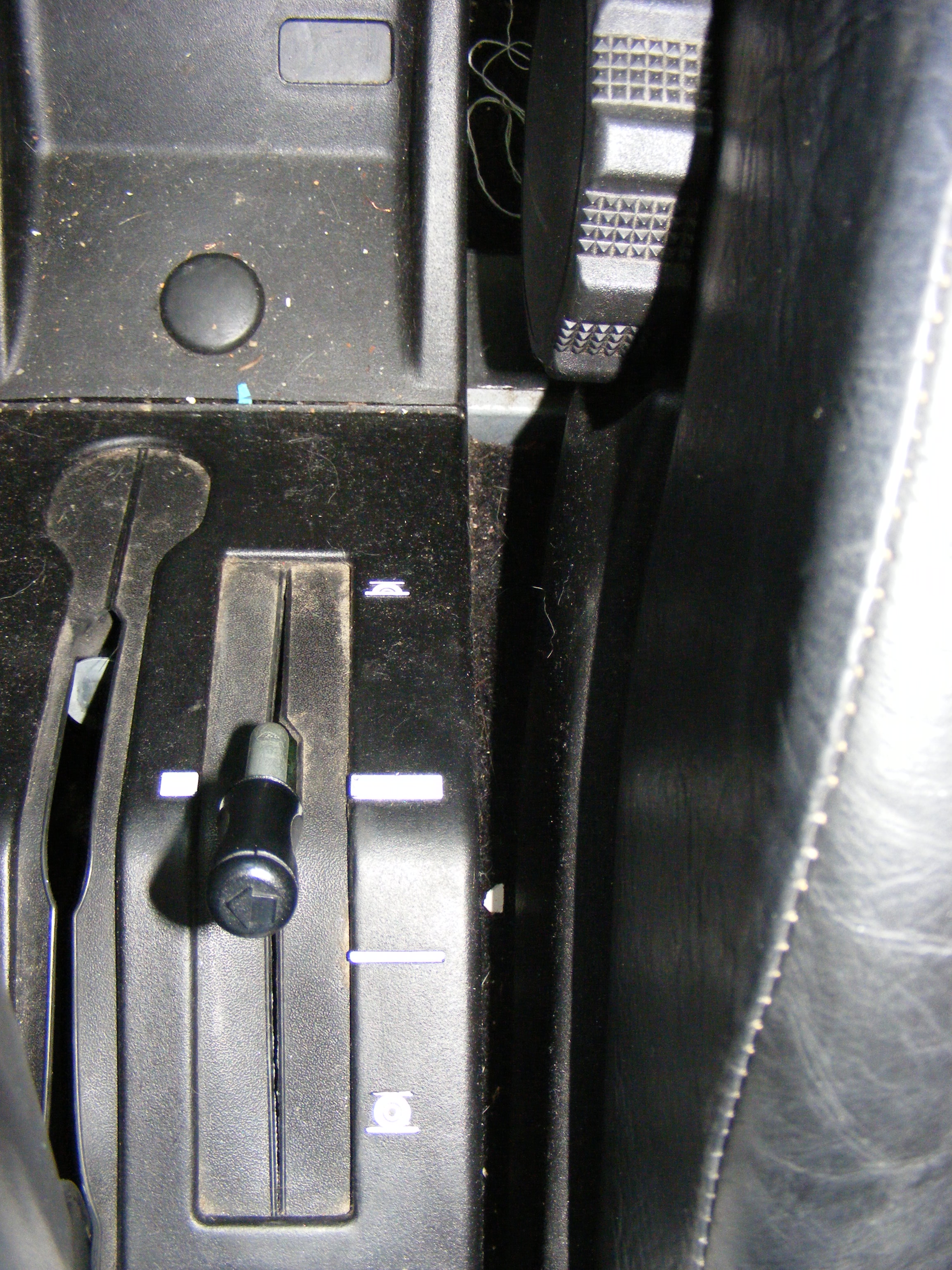
Manette de réglage des hauteurs sur une BX.

Au cœur du système se trouve la pompe haute pression délivrant plus de 170 bars de pression. Le conjoncteur-disjoncteur, associé à une sphère accumulatrice, est chargé de réguler la pression entre 130 et 175 bars (suivant les versions/véhicules).

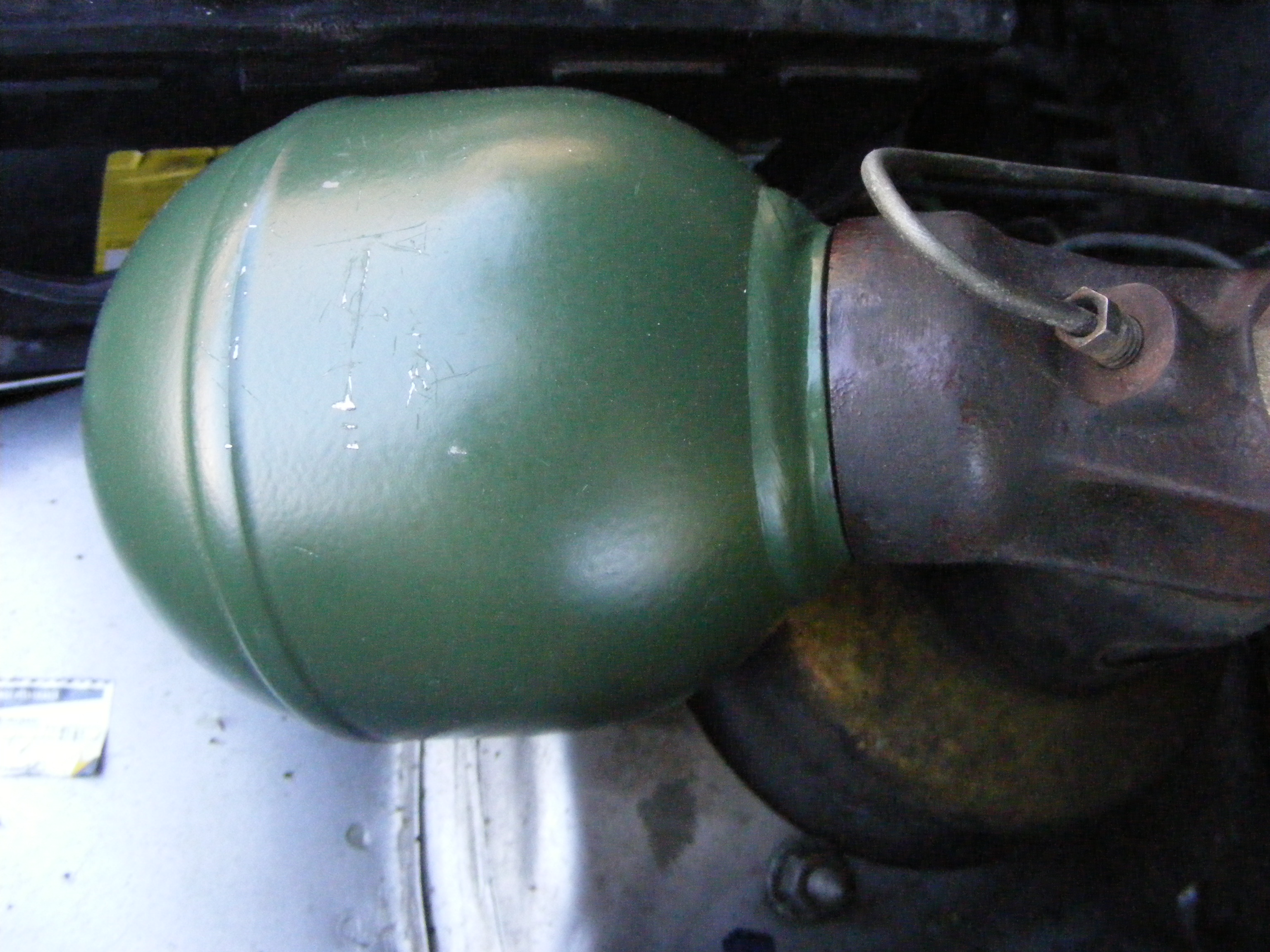
Sphère de suspension.

- Suspension : généralement ~80 bars en position normale et en statique.
- Direction assistée : entre 80 et 150 bars, grosse consommatrice en débit.
- Freinage (Prioritaire) : pour les freins avant jusqu'à la pression maximale disponible dans le circuit principal et son accumulateur, pour les freins arrière jusqu'à la pression régnant dans les suspensions arrière.

Le principe du système est d'utiliser un gaz comme ressort (ici de l'azote) et de profiter de sa caractéristique de raideur non linéaire en fonction de la compression, l'amortissement étant assuré par laminage du liquide hydraulique. La séparation des deux éléments est assurée par une membrane (qui fut au début en caoutchouc, en polyuréthane desmopan et urepan, puis multicouches, en nylon). La configuration du système permet de compenser l'enfoncement de la suspension (compression du gaz) par le remplissage du vérin de liquide hydraulique, permettant une assiette constante quelle que soit la charge. Cette fonction est commandée par un correcteur de hauteur prenant comme référence la rotation de la barre anti-roulis.
L'utilisation de ce dispositif permit aux ingénieurs l'emploi d'une suspension de grande souplesse, gage de confort, tout en gardant une efficacité supérieure à un ressort métallique et avec amortisseur basiques classiques, ce qui offre un meilleur compromis confort-tenue de route. Priorité est donnée au freinage pour qu'en cas de perte de pression, le conducteur puisse garder le contrôle de la vitesse du véhicule et s'arrêter. L'emploi de barres anti-roulis fut contraint mais contraire à la volonté de Paul Magès de mettre sur la DS un système d'anti-roulis. 
Jusque sur les XM et Xantia, la pompe étant entraînée par le moteur, celui-ci doit d'abord être mis en route pour mettre le système en pression, lever la voiture dans la position souhaitée et disposer pleinement du freinage. Si le moteur ne tourne plus ou que la pompe n’est plus entraînée (rupture de courroie par exemple pour les modèles concernés), le freinage avant restera disponible tant qu’il y aura de la pression dans la ou les sphères qui servent d’accumulateurs, le freinage arrière restera disponible tant qu’il y aura de la pression dans la suspension arrière (ou l’accumulateur frein Arrière sur certaines DS). Le freinage hydraulique est inexistant si le véhicule a subi une perte totale de la pression, notamment après un arrêt prolongé. En roulage, en cas d’anomalie, un voyant d’alerte rouge STOP commande explicitement l’arrêt immédiat au conducteur, sur un véhicule tenu en bon état, il est encore possible de freiner pour s’arrêter (et plusieurs fois) au moment de l’allumage du voyant. Un entretien de qualité permet d’assurer la fiabilité du système, notamment avec le remplacement en temps utile du liquide et des sphères, y compris celles sans rapport avec le confort, les purges du circuit de freinage. 

## Entretien
Les sphères fuient naturellement dans le temps car leur azote passe à travers le métal et la membrane qui devient poreuse. Leur durée de vie est, en moyenne, de 100 000 km pour les véhicules mis en circulation avant 2000. Elles sont de couleur verte (principalement pour les modèles au LHM) puis grises chez Citroën depuis les années 2000. Sur la C5 et la C6, leur durée de vie prévue est passée à 10 ans ou 200 000 km par l'utilisation d'une nouvelle sphère appelée soucoupe par le constructeur (du fait de sa forme) et équipée d'une membrane multicouche très étanche déjà en service sur certaines sphères Citroën (reconnaissables aux 3 coups de poinçon autour du bouchon). La sphère de type soucoupe est de couleur grise.

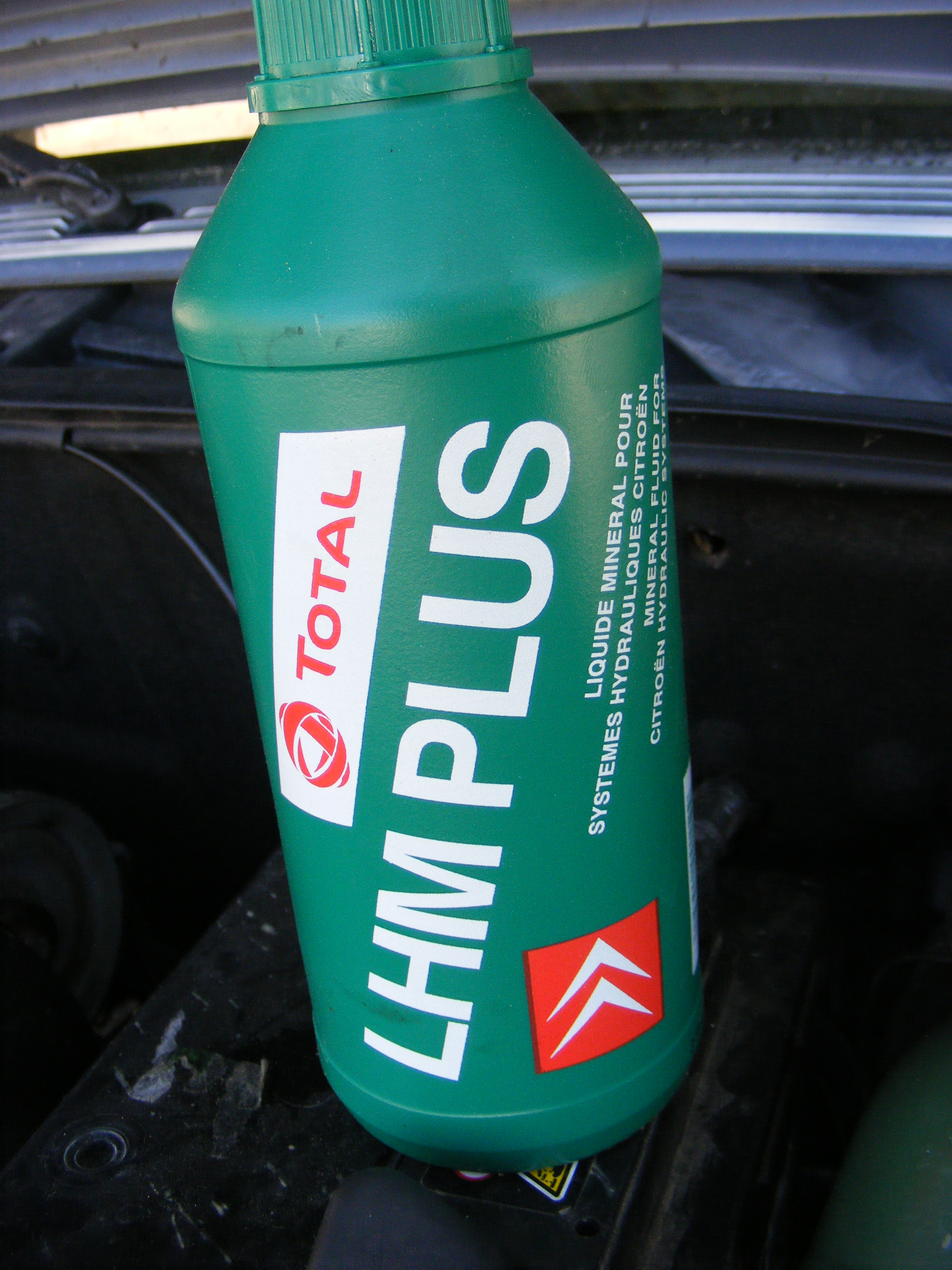
Liquide LHM.

La perte d’azote s’apparente à un ressort qui deviendrait de plus en plus petit. Ceci provoque une augmentation de la raideur de la suspension et annonce « l'usure » des sphères : il est alors nécessaire de procéder à leur recharge, si leur pression résiduelle n’est pas devenue trop basse, ou tout simplement à leur remplacement (ou rénovation dans le cas de sphères vissées de type DS). Une augmentation soudaine de la raideur de la suspension indique une rupture de membrane, survenant la plupart du temps en cas de sphères non remplacées à temps lors de leurs pertes de pression. Les soucoupes multicouches Citroën permettent au véhicule équipé de conserver des caractéristiques de suspension à l'état neuf sur un nombre de kilomètres et d’années accrus par rapport aux sphères classiques, avec une durabilité surpassant celles des suspensions dites métalliques et des amortisseurs traditionnels, ces derniers perdant inévitablement en efficacité, tant avec le temps que le kilométrage, par dégradation de leur huile, perte de la pression de gaz si concernés, éventuellement fuites ; les ressorts métalliques quant à eux peuvent s’avachir et parfois subir des casses. 
Le liquide hydraulique est à remplacer périodiquement, associé au nettoyage des filtres, sa propreté garantissant la longévité de l'ensemble du circuit hydraulique.
Souvent négligée, la purge du système de freinage est à faire tous les 2 ans, comme devrait l’être tout circuit de freins. La procédure est différente des systèmes classiques mais reste simple. Pour cela, la revue technique ou le manuel d'atelier du véhicule doit être consulté. Avant les C5, la pression du système permet d’effectuer cette opération seul et sans outillage spécial. Sur l'ensemble des modèles compatibles avec le LHM, il est possible, en cas de dysfonctionnement et de filtres découverts particulièrement sales, de procéder à un rinçage du système hydraulique pour tenter d'échapper à un remplacement d'appareillage. Il s'agit de remplacer temporairement le LHM par un liquide spécial nommé hydraurinçage ou hydroclean, de nettoyer précautionneusement bocal et filtres puis de rouler un millier de kilomètres avant de remettre du LHM neuf après avoir à nouveau nettoyé bocal et filtres.
Le plus souvent, une sérieuse remise à jour de l'entretien suffit d’autant que le liquide de rinçage est de plus en plus difficile à se procurer. Les plus graves encrassements ne pourront de toute façon pas se faire sans démontage et action manuelle, les usures exagérées et anormales nécessiteront un remplacement inévitable de l'appareil concerné.
La plupart des problèmes rencontrés sont causés par un défaut d'entretien, une mauvaise compréhension du système et même un rejet de la part des intervenants.

## Caractéristiques

### Avantages
- excellente tenue de route
- excellent compromis avec un confort de haut niveau, notamment en raison de la propriété de flexibilité variable d’un ressort pneumatique
- assiette constante quelle que soit la charge, ainsi qu'en traction (remorque, caravane, van). Le réglage en hauteur des phares devient facultatif, l'épure de direction ne varie pas, la précision et la tenue de route sont préservées
- le cas échéant, assistance d’autres servitudes par utilisation de la haute pression du système central (direction, freinage, embrayage automatique et commande des vitesses sur certaines DS dites à boîte hydraulique ou BVH)
- il est possible de faire varier la hauteur de caisse : l'abaisser pour charger ou la relever pour escalader « prudemment » un trottoir, ou parcourir un chemin très dégradé à faible vitesse par exemple (les premières DS étaient dépourvues de ce dispositif) ou, depuis les C5, permettre des ajustements automatiques de hauteur en fonction de l’état de la route et de la vitesse pour préserver le confort et optimiser l’aérodynamisme.
- une certaine facilité d'entretien, un changement de sphères étant plus rapide et plus simple que des ressorts et amortisseurs classiques
- une très grande fiabilité, sous réserve bien sûr d'un entretien régulier
- le coût d'entretien final n'est pas plus élevé qu'avec un système classique
- meilleure résistance aux efforts intensifs (notamment à haute fréquence) du ressort pneumatique, comparativement à un ressort métallique. Côté huile, sa haute pression empêche également les phénomènes de cavitation qui nuisent à l’efficacité de l’amortissement.

### Inconvénients
- Le coût de fabrication du système est plus élevé que celui des systèmes perfectionnés traditionnels (mécanique, électronique)[2] ;
- Le système hydropneumatique est aussi plus lourd et encombrant[2] ;
- Sensation de tangage lent sur les anciens modèles (DS, GS et CX), pouvant donner le mal de mer ;
- L'entretien, s'il est accessible à tout mécanicien (nettoyage des filtres et vidange du circuit hydraulique), doit être suivi scrupuleusement, sous peine de dégradations graves du système : l'entretien oublié peut donc coûter très cher ;
- Une perte totale de pression interdit à la voiture de rouler. Depuis la sortie du modèle C5, le circuit de frein est séparé du circuit de suspension. Mais avant d'arriver à cette extrémité, le voyant d'alerte hydraulique et le voyant « Stop » sont allumés depuis longtemps ! (Ce voyant s'allume lorsque la pression dans le circuit principal est inférieure à 85 bars environ ou si le niveau d'huile dans le bocal est insuffisant). Une telle panne est cependant très rare et résulte le plus souvent d'un grave manque d'entretien ;
- Avec l'âge (vieillissement des durites souples, notamment) et un défaut d'entretien, des fuites hydrauliques peuvent apparaître. Surveillance et réparations préventives s'imposent pour fiabiliser son véhicule.